# Michnikowszczyzna. Zapis choroby
Michnikowszczyzna. Zapis choroby – publicystyczna książka autorstwa Rafała Ziemkiewicza, wydana w grudniu 2006 (wydanie II w 2011). Autor opisuje w niej powstanie postkomunizmu w Polsce, wskazując na Adama Michnika jako głównego z jego twórców.
Ziemkiewicz opisuje sposób, w jaki jego zdaniem Adam Michnik wpłynął na kształtowanie się społeczeństwa Polski po 1989. Według Ziemkiewicza Michnik wykorzystywał potencjał „Gazety Wyborczej”, jednego z najpoczytniejszych dzienników, do kreowania sposobu myślenia czytelników. Zarówno osoby z najbliższego otoczenia, jak i szerszego kręgu odbiorców publicystyki Michnika, pozostając pod jego silnym wpływem, bezkrytycznie przyjmowały jego poglądy na różne kwestie polityczne, przede wszystkim lustrację i dekomunizację. Teza ta była kontestowana przez samych zainteresowanych, którzy wskazywali m.in. na wielokrotne przejawy krytyki, z jakimi Michnik spotkał się ze strony swoich współpracowników.
W oparciu o publicystykę i wypowiedzi publiczne Adama Michnika, autor prezentuje stanowisko jego i środowiska „Gazety Wyborczej” w stosunku do najważniejszych sporów politycznych III Rzeczypospolitej, począwszy od czasów wyborów kontraktowych 1989 r. do afery Rywina: niepowodzenie nacjonalizacji majątku byłej PZPR, propozycje abolicji dla tzw. architektów stanu wojennego, działalność komisji Michnika, blokowanie dostępu do archiwów służb bezpieczeństwa PRL i ujawnienia tajnych współpracowników tych służb (lustracja), kształtowanie rynku mediów w III RP w okresie poprzedzającym aferę Rywina. Na tej podstawie autor dokonuje oceny działalności politycznej Adama Michnika po 1989 r., za motyw przewodni uznając porozumienie części opozycji z funkcjonariuszami byłej partii komunistycznej odnośnie do udziału w sprawowaniu władzy w kraju, przy zagwarantowaniu przez opozycję faktycznego, dominującego wpływu funkcjonariuszy dawnego aparatu na życie gospodarcze i społeczne (postkomunizm).
Po publikacji książki Michnik pozwał Ziemkiewicza do Sądu Okręgowego w Warszawie za padające w książce słowa, że redaktor naczelny „Wyborczej” „robił wszystko, abyśmy nawet nie poznali nazwisk komunistycznych zbrodniarzy”. Wynikający stąd proces cywilny zakończył się w marcu 2007 roku ugodą, na mocy której Ziemkiewicz przeprosił Michnika na łamach pisma „Newsweek”. Oprócz publicystycznego fermentu wokół Michnikowszczyzny publikacja była przedmiotem polemik naukowych. W ich ramach pojawiały się głosy rozumiejące zarzuty pisarza dotyczące blokowania przez „Wyborczą” pewnych kwestii poruszanych w debacie publicznej. Niekiedy jednak podejmowano krytykę stanowiska, iż publiczny dyskurs miałby być kształtowany przez jedną osobę z konkretnego wydawnictwa, nie zaś przez zasady ograniczania skrajnych retoryk obowiązujące ogólnie w systemie demokratycznym.
Recenzje:
- P. BRATKOWSKI: Chamy, elity i błazen. „Newsweek Polska” 2004 nr 32.
- J. KORWIN-MIKKE. „Najwyższy Czas” 2004 nr 39.
- M. ŁAWRYNOWICZ: Wszyscyśmy Polactwem podszyci. „Życie” 2004 nr 212.
- J. MALTECKI: Wieszatiel. „Dziś” 2004 nr 11.
- M. TERLIKOWSKA: Chocholi taniec demokracji. „Nowe Państwo” 2004 nr 12.
- W. BEREŚ, J. SKOCZYLAS: Pokłon eseiście. „Gaz. Wybor.” 2005 nr 158.
- J. GIZELLA: Morska choroba albo Polska skundlona. „Arcana” 2005 nr 1/2.
- K.W. STUDNICKI-GISBERT: Jak rozmawiać o Polsce. „Dziś” 2005 nr 4.